# Corey Fisher
Pour les articles homonymes, voir Fisher.
Anthony Guy Corey Fisher, né le 8 avril 1988 dans le Bronx à New York, est un joueur américain de basket-ball. Il évolue au poste de meneur.

## Biographie

### Carrière universitaire
En 2007, Fisher rejoint l'université Villanova où il joue pour les Wildcats pendant ses quatre années universitaires.

### Carrière professionnelle
En juillet 2011, il signe son premier contrat professionnel en Turquie à l'Antalya Büyükşehir Belediyesi (en).
En août 2012, il part en Espagne où il signe à la Joventut Badalona.
Le 6 juillet 2013, il rejoint l'équipe du BK Ienisseï Krasnoïarsk en Russie.
Le 18 août 2014, il signe en Chine chez les Fujian Sturgeons.
Le 28 juillet 2015, il signe en Croatie au Cibona Zagreb. En octobre 2015, il est libéré par le club croate. Le 30 octobre 2015, il part au Venezuela chez les Guaros de Lara.
Le 1er septembre 2016, il signe en Lituanie au Lietuvos rytas Vilnius.
Le 1er août 2017, il signe en Espagne chez le promu San Pablo Burgos en ACB League.
Le 7 juin 2018, Fisher quitte les Santeros de Aguada pour les Piratas de Quebradillas au Porto Rico.
Le 15 octobre 2018, il signe en France au Fos Provence Basket qui a perdu ses cinq premiers matches de la saison. Le 2 novembre 2018, après deux matches avec Fos à 11,5 points de moyenne, il est prolongé jusqu'au 16 novembre ; il a notamment contribué à la première victoire de son équipe en championnat.
En août 2021, Fisher s'engage pour la saison 2021-2022 avec la JA Vichy-Clermont Métropole Basket, club français de seconde division.
Le 25 août 2023, il annonce sur Twitter prendre sa retraite après une saison passé sans club.

## Clubs successifs
- 2011–2012 :  Antalya Büyükşehir Belediyesi (en)
- 2012–2013 :  Joventut Badalona
- 2013–2014 :  BK Ienisseï Krasnoïarsk
- 2014 :  Fujian Sturgeons
- 2015 :  Cibona Zagreb
- 2015–2016 :  Guaros de Lara
- 2016–2017 :  Lietuvos rytas Vilnius
- 2017–2018 :  San Pablo Burgos
- 2018 :  Piratas de Quebradillas
- 2018 :  Santeros de Aguada
- 2018-2019 :  Fos Provence Basket
- 2019 :  Bàsquet Manresa
- 2019-2020 :  Nes Ziona (en)
- 2021-2022 :  JA Vichy-Clermont

## Palmarès
- Fourth-team Parade All-American (2007)

## Statistiques

### Universitaires
| Saison    | Équipe    | Matchs | Titul. | Min./m | % Tir | % 3pts | % LF | Rbds/m. | Pass/m. | Int/m. | Ctr/m. | Pts/m. |
| --------- | --------- | ------ | ------ | ------ | ----- | ------ | ---- | ------- | ------- | ------ | ------ | ------ |
| 2007-2008 | Villanova | 33     | 20     | 21,5   | 35,5  | 33,9   | 75,6 | 1,70    | 2,55    | 1,03   | 0,00   | 9,03   |
| 2008-2009 | Villanova | 38     | 11     | 24,3   | 42,9  | 31,9   | 77,8 | 2,34    | 2,82    | 1,24   | 0,05   | 10,79  |
| 2009-2010 | Villanova | 33     | 32     | 27,0   | 44,7  | 39,6   | 77,0 | 2,85    | 3,91    | 1,27   | 0,18   | 13,33  |
| 2010-2011 | Villanova | 33     | 33     | 33,3   | 41,9  | 32,7   | 78,6 | 2,76    | 4,82    | 1,46   | 0,06   | 15,58  |
| Total     | Total     | 137    | 96     | 26,5   | 41,4  | 34,3   | 77,5 | 2,41    | 3,50    | 1,26   | 0,07   | 12,13  |